# 2597 Arthur
2597 Arthur è un asteroide della fascia principale. Scoperto nel 1980, presenta un'orbita caratterizzata da un semiasse maggiore pari a 3,0049235 UA e da un'eccentricità di 0,1541887, inclinata di 1,09183° rispetto all'eclittica.
Prende il nome da re Artù, il leggendario re britannico.